# هوئن
هوئن (به ژاپنی: 保延 Hōen) نام یک عصر تاریخی ژاپنی (نِنگُو) بود. این عصر بعد از چوشو و قبل از
ایجی (دوره) قرار داشت و از نوامبر ۱۱۳۵ تا اوت ۱۱۴۱ میلادی به طول انجامید. در طی این عصر امپراتور سوتوکو، امپراتور ژاپن بود.